# Baghdad Messi
Baghdad Messi é um filme de drama de 2023 dirigido por Sahim Omar Kalifa e com roteiro de Kobe Van Steenberghe a partir de uma história de Kobe Van Steenberghe e Ruth Mallaerts. É sobre um garoto iraquiano que, após perder a perna em um ataque terrorista, luta para continuar curtindo sua paixão: o futebol. É baseado no curta-metragem de 2012 de mesmo nome do mesmo diretor. É uma coprodução entre Bélgica, Holanda, Alemanha e Iraque.
Foi selecionado como a entrada iraquiana para o Melhor Longa-Metragem Internacional no 97º Oscar, mas não foi nomeado.

## Enredo
Hamoudi é um garoto de 11 anos que ama futebol e sonha em chegar ao nível de seu ídolo Lionel Messi. Um dia ele é vítima de uma tentativa de atentado suicida no Iraque, o que o faz perder uma perna. Enquanto seus pais se esforçam a todo custo para proteger a família, Hamoudi está determinado a lutar para tornar realidade seu sonho despedaçado.

## Elenco
- Ahmed Mohammed Abdullah como Hamoudi
- Christian Renson como John
- Zahraa Ghandour como Salwa
- Atheer Adel
- Errol Trotman-Harewood como Duncan
- Atheer Adel
- Safa Najem
- Adil Abdulrahman
- Hussein Hassan como Bahoz
- Ravand Zaid
- Saman Mustefa
- Bangen Ali

## Produção
As filmagens ocorreram em 2021 na região do Curdistão, Iraque, o mesmo local onde o curta-metragem foi gravado.

## Lançamento
Teve sua estreia mundial em 28 de janeiro de 2023, no Festival de Cinema de Ostend, depois foi exibido em 5 de março de 2023, no Festival de Cinema da Cidade de Luxemburgo, em 10 de junho de 2023, no 25º Festival Internacional de Cinema de Xangai, e em 25 de abril de 2024, no Festival de Cinema Árabe de Malmö.
Foi lançado comercialmente em 12 de abril de 2023, nos cinemas belgas, e em 3 de agosto de 2023, nos cinemas holandeses.